# Satanica
Satanica — четвёртый студийный альбом блэк-дэт-метал группы Behemoth, вышедший в 1999 году. Диск записан на Starcraft Stimulation Studios в Варшаве, в 1999 году. Помимо обычного издания релиза был издан лимитированный диджипак, включающий второй диск с 6-трековой записью концертного выступления во Франции.

## О альбоме
После выхода альбома Pandemonic Incantations в результате раскола группу покинул бас-гитарист «Мефисто», в 1998 году в составе группы утвердился барабанщик Збигнев Роберт «Inferno» Проминьский. Альбом Satanica был выпущен 25 октября 1999 года на лейбле Avantgarde Music, записанный в студии Starcraft Stimulations на 60 дорожках. Альбом Satanica стал альбомом, где группа Behemoth резко перешла от чистого блэк-метал к блэк/дэт-металу. Вскоре после выпуска альбома 1999 году группа играла его несколько раз, в том числе в туре по Франции, Испании и Англии, вместе с такими группами, как Deicide, Rotting Christ, Ancient Rites и Satyricon.

## Дополнительно
В 2000 году усилиями Metal Mind Productions группа выпустила на VHS концертную запись «Live Eschaton: The Act of Rebellion», записанную на концерте в Кракове в конце июля. На некоторых копиях название первой песни пишется как «Decade of ΘΕΡΙΟΝ» (ΘΕΡΙΟΝ это на греческом Therion). На некоторых копиях название восьмой песни пишется как «Chant for ΕΣΧΑΤΟΝ 2000» (ΕΣΧΑΤΟΝ это на греческом Eschaton). В альбоме два скрытых трека. Первый #33 это инструментальный трек, в то время как #93 это короткая не инструментальная композиция с лирикой, которую нигде нельзя найти. Треки 9—32 и 34—92 это пустые композиции по 4 секунды каждая.

## Список композиций
Обычний CD и диджипак
| №   | Название                                     | Текст песни      | Музыка       | Длительность |
| --- | -------------------------------------------- | ---------------- | ------------ | ------------ |
| 1.  | «Decade ov Therion»                          | Кшиштоф Азаревич | Адам Дарский | 3:19         |
| 2.  | «LAM»                                        | Кшиштоф Азаревич | Адам Дарский | 4:13         |
| 3.  | «Ceremony ov Shiva»                          | Кшиштоф Азаревич | Адам Дарский | 3:32         |
| 4.  | «Ov Sephirotic Transformation and Carnality» | Кшиштоф Азаревич | Адам Дарский | 4:30         |
| 5.  | «The Sermon to the Hypocrites»               | Кшиштоф Азаревич | Адам Дарский | 5:03         |
| 6.  | «Starspawn»                                  | Адам Дарский     | Адам Дарский | 3:31         |
| 7.  | «The Alchemist's Dream»                      | Кшиштоф Азаревич | Адам Дарский | 5:40         |
| 8.  | «Chant for Eschaton 2000»                    | Кшиштоф Азаревич | Адам Дарский | 5:21         |
| 33. | «#33»                                        | –                | Адам Дарский | 0:57         |
| 93. | «#93»                                        | Адам Дарский     | Адам Дарский | 1:37         |

Издание на двух дисках (бонус диск)
(все композиции взяты с концертного выступления от 26 февраля 2006 года в городе Страсбург)
| №  | Название                              | Текст песни     | Музыка       | Длительность |
| -- | ------------------------------------- | --------------- | ------------ | ------------ |
| 1. | «Diableria (The Great Introduction)»  | Адам Дарский    | Адам Дарский | 0:44         |
| 2. | «The Thousand Plagues I Witness»      | Адам Дарский    | Адам Дарский | 5:26         |
| 3. | «Satan's Sword (I Have Become)»       | Адам Дарский    | Адам Дарский | 4:48         |
| 4. | «From the Pagan Vastlands»            | Томаш Краевский | Адам Дарский | 3:30         |
| 5. | «Driven by the Five-Winged Star»      | Адам Дарский    | Адам Дарский | 5:34         |
| 6. | «The Entrance to the Spheres of Mars» | Адам Дарский    | Адам Дарский | 4:41         |

## В записи участвовали
- Behemoth
  - Адам «Nergal» Дарский — гитара, вокал, синтезаторы, дополнительные инструменты
  - Збигнев Роберт «Inferno» Проминьский — ударные
  - Лешек «Les L.Kaos» Дзегелевский — гитара, бас-гитара

### Персонал
- Кшиштоф Азаревич — лирика, оккультист, поэт, автор песен и основной консультант
- Катажина Брейво — консультант
- Томаш «Грааль» Данилович — автор обложек альбомов и графики
- «Marquis» — логотип
- Агнешка Гафка — фотограф
- «M.A.» — продюсер, микширование
- Гжегож Пивковский — мастеринг